# Campionato CONCACAF 1985
Il Campionato CONCACAF 1985 è stata la 9ª edizione di questo torneo di calcio continentale per squadre nazionali maggiori maschili organizzato dalla CONCACAF.
Il torneo, valevole anche come qualificazione ai Mondiali per la zona CONCACAF, si è disputato dal 24 febbraio al 14 settembre 1985. Le nove squadre partecipanti furono divise in tre gironi da tre; le prime di ogni girone passavano in un girone finale che decretava poi la vincitrice del torneo. Il trofeo fu vinto dal Canada, che battendo in casa l'Honduras per 2-1 nello scontro decisivo, vinse il suo primo titolo e si qualificò alla Coppa del mondo FIFA 1986.

## Formula
- Qualificazioni

17 membri CONCACAF: 9 posti disponibili per la fase finale. Guatemala è qualificata direttamente alla fase finale. Rimangono 16 squadre per otto posti disponibili per la fase finale: giocano partite di andata e ritorno, le vincenti si qualificano per la fase finale.
- Fase finale

Fase a gruppi - 9 squadre divise in tre gruppi di tre squadre: giocano partite di andata e ritorno, le prime classificate accedono al girone finale.
Girone finale - 3 squadre: giocano partite di andata e ritorno. La prima classificata si laurea campione CONCACAF e si qualifica al Campionato mondiale di calcio 1986.

## Squadre partecipanti
| Pr. | Squadra           | Data di qualificazione certa | Partecipante in quanto                | Partecipazioni precedenti al torneo    | Ultima presenza        |
| --- | ----------------- | ---------------------------- | ------------------------------------- | -------------------------------------- | ---------------------- |
| 1   | Guatemala         | -                            | Qualificato di diritto                | 6 (1963, 1965, 1967, 1969, 1973, 1977) | Messico 1977           |
| 2   | Canada            | -                            | Vincente della fase di qualificazione | 2 (1977, 1981)                         | Honduras 1981          |
| 3   | Costa Rica        | -                            | Vincente della fase di qualificazione | 4 (1963, 1965, 1969, 1971)             | Trinidad e Tobago 1971 |
| 4   | Trinidad e Tobago | -                            | Vincente della fase di qualificazione | 4 (1967, 1969, 1971, 1973)             | Haiti 1973             |
| 5   | Honduras          | 24 giugno 1984               | Vincente della fase di qualificazione | 5 (1963, 1967, 1971, 1973, 1981)       | Honduras 1981          |
| 6   | El Salvador       | 5 agosto 1984                | Vincente della fase di qualificazione | 4 (1963, 1965, 1977, 1981)             | Honduras 1981          |
| 7   | Haiti             | 7 agosto 1984                | Vincente della fase di qualificazione | 6 (1963, 1965, 1969, 1973, 1977, 1981) | Honduras 1981          |
| 8   | Suriname          | 29 agosto 1984               | Vincente della fase di qualificazione | 1 (1977)                               | Messico 1977           |
| 9   | Stati Uniti       | 6 ottobre 1984               | Vincente della fase di qualificazione | -                                      | Esordiente             |

Nella sezione "partecipazioni precedenti al torneo", le date in grassetto indicano che la nazione ha vinto quella edizione del torneo, mentre le date in corsivo indicano la nazione ospitante.

## Fase finale

### Fase a gruppi

#### Gruppo A

##### Classifica
| Pos | Squadra     | P.ti | G | V | N | P | GF | GS | DR |
| --- | ----------- | ---- | - | - | - | - | -- | -- | -- |
| 1   | Honduras    | 6    | 4 | 2 | 2 | 0 | 5  | 3  | +2 |
| 2   | El Salvador | 5    | 4 | 2 | 1 | 1 | 7  | 2  | +5 |
| 3   | Suriname    | 1    | 4 | 0 | 1 | 3 | 2  | 9  | -7 |

##### Risultati
| San Salvador 24 febbraio 1985 | Suriname | 0 – 3 | El Salvador |  |

| San Salvador 27 febbraio 1985 | El Salvador | 3 – 0 | Suriname |  |

| Tegucigalpa 3 marzo 1985 | Suriname | 1 – 1 | Honduras |  |

| Tegucigalpa 6 marzo 1985 | Honduras | 2 – 1 | Suriname |  |

| San Salvador 10 marzo 1985 | El Salvador | 1 – 2 | Honduras |  |

| Tegucigalpa 14 marzo 1985 | Honduras | 0 – 0 | El Salvador |  |

#### Gruppo B

##### Classifica
| Pos | Squadra   | P.ti | G | V | N | P | GF | GS | DR |
| --- | --------- | ---- | - | - | - | - | -- | -- | -- |
| 1   | Canada    | 7    | 4 | 3 | 1 | 0 | 7  | 2  | +5 |
| 2   | Guatemala | 5    | 4 | 2 | 1 | 1 | 7  | 3  | +4 |
| 3   | Haiti     | 0    | 4 | 0 | 0 | 4 | 0  | 9  | -9 |

##### Risultati
| Victoria 13 aprile 1985 | Canada | 2 – 0 | Haiti |  |

| Victoria 20 aprile 1985 | Canada | 2 – 1 | Guatemala |  |

| Port-au-Prince 26 aprile 1985 | Haiti | 0 – 1 | Guatemala |  |

| Città del Guatemala 5 maggio 1985 | Guatemala | 1 – 1 | Canada |  |

| Port-au-Prince 8 maggio 1985 | Haiti | 0 – 2 | Canada |  |

| Città del Guatemala 15 maggio 1985 | Guatemala | 4 – 0 | Haiti |  |

#### Gruppo C

##### Classifica
| Pos | Squadra           | P.ti | G | V | N | P | GF | GS | DR |
| --- | ----------------- | ---- | - | - | - | - | -- | -- | -- |
| 1   | Costa Rica        | 6    | 4 | 2 | 2 | 0 | 6  | 2  | +4 |
| 2   | Stati Uniti       | 5    | 4 | 2 | 1 | 1 | 4  | 3  | +1 |
| 3   | Trinidad e Tobago | 1    | 4 | 0 | 1 | 3 | 2  | 7  | -5 |

##### Risultati
| San José 24 aprile 1985 | Trinidad e Tobago | 0 – 3 | Costa Rica |  |

| San José 28 aprile 1985 | Costa Rica | 1 – 1 | Trinidad e Tobago |  |

| Saint Louis 15 maggio 1985 | Stati Uniti | 2 – 1 | Trinidad e Tobago |  |

| Torrance 19 maggio 1985 | Trinidad e Tobago | 0 – 1 | Stati Uniti |  |

| Alajuela 26 maggio 1985 | Costa Rica | 1 – 1 | Stati Uniti |  |

| Torrance 31 maggio 1985 | Stati Uniti | 0 – 1 | Costa Rica |  |

### Girone finale

#### Classifica
| Pos | Squadra    | P.ti | G | V | N | P | GF | GS | DR |
| --- | ---------- | ---- | - | - | - | - | -- | -- | -- |
| 1   | Canada     | 6    | 4 | 2 | 2 | 0 | 4  | 2  | +2 |
| 2   | Honduras   | 3    | 4 | 1 | 1 | 2 | 6  | 6  | 0  |
| 3   | Costa Rica | 3    | 4 | 0 | 3 | 1 | 4  | 6  | -2 |

#### Risultati
| San José 11 agosto 1985 | Costa Rica | 2 – 2 | Honduras |  |

| Toronto 17 agosto 1985 | Canada | 1 – 1 | Costa Rica |  |

| Tegucigalpa 25 agosto 1985 | Honduras | 0 – 1 | Canada |  |

| San José 1 settembre 1985 | Costa Rica | 0 – 0 | Canada |  |

| Tegucigalpa 8 settembre 1985 | Honduras | 3 – 1 | Costa Rica |  |

| Saint John's 14 settembre 1985 | Canada | 2 – 1 | Honduras |  |

## Statistiche

### Classifica marcatori
5 reti
- José Roberto Figueroa

4 reti
- Dale Mitchell

3 reti
- Igor Vrablic
- Johnny Williams
- José María Rivas
- Porfirio Armando Betancourt

2 reti
- George Pakos
- Byron Pérez
- Eduardo Laing

1 rete
- Mike Sweeney
- Paul James
- Alexandre Guimarães
- Alvaro Solano
- Evaristo Coronado
- Miguel Lacey Simpson
- Milton Noriega
- Óscar Ramírez
- Jorge Ulate
- Luis Ramírez Zapata
- Ever Hernández
- Mauricio Alfaro
- Wilfredo Huezo

- Eduardo Estrada Aquino
- Raul Galindo
- Julio Gómez Mendez
- Juan Manuel Funes
- Raúl Chacón
- Roberto Bailey
- Kenneth Stewart
- Rinaldo Entingh
- Necik De Noon
- Adrian Fonrose
- Chico Borja
- John Kerr Jr.
- Mark Peterson
- Paul Caligiuri